# ایجاینا
ایجاینا (به لاتین: Aegina) که در استان آتیک واقع شده، یکی از جزایر سارونیک یونان واقع در خلیج سارونیک در ۲۷ کیلومتری آتن است. اسم جزیره از نام مادر آیاکوس قهرمان اساطیری یونان، که در این جزیره به دنیا آمد و پادشاه آن شد، گرفته شده‌است. در دوران باستان ایجاینا رقیبی برای آتن به‌شمار می‌رفت.

## نگارخانه

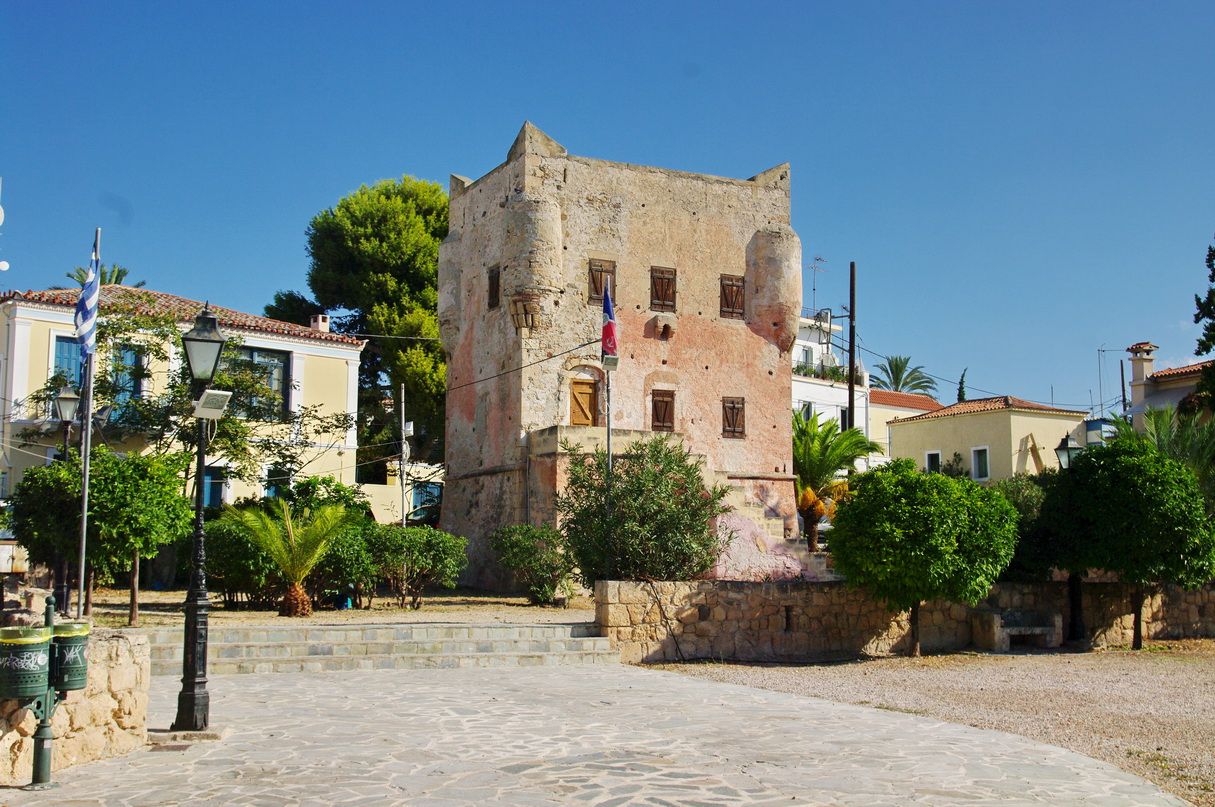
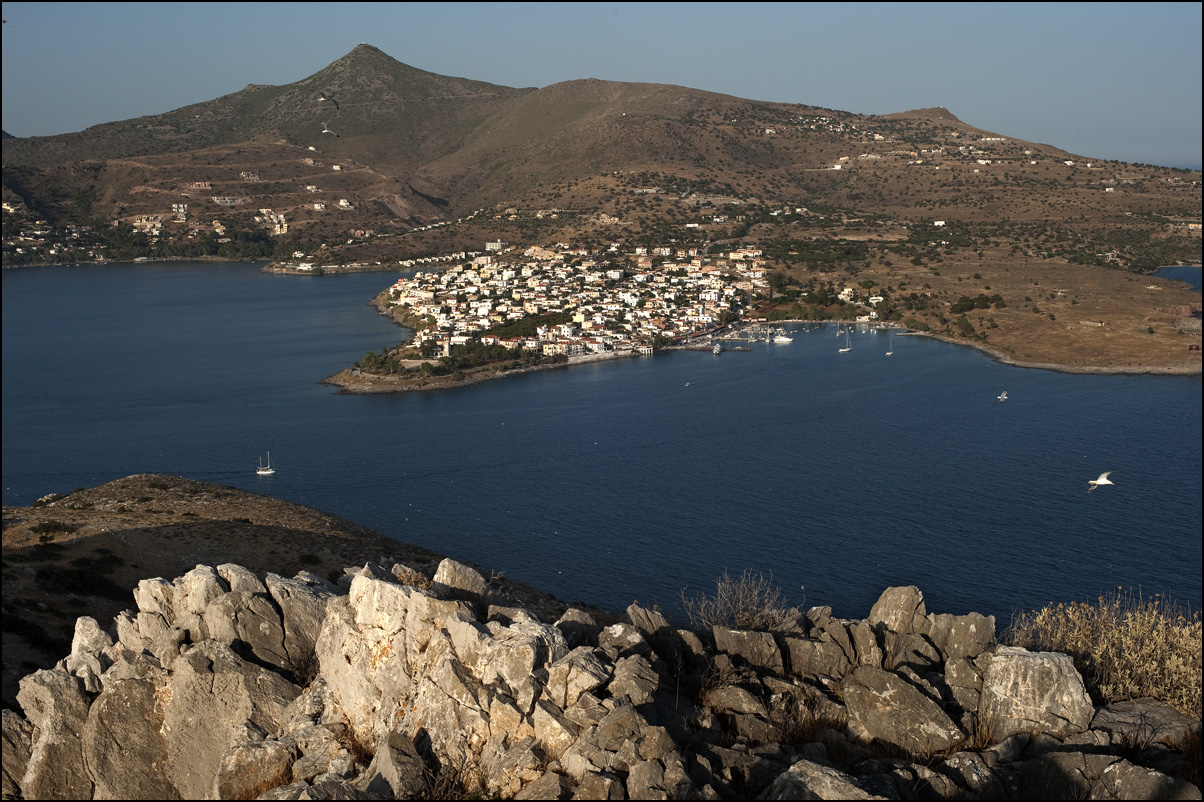
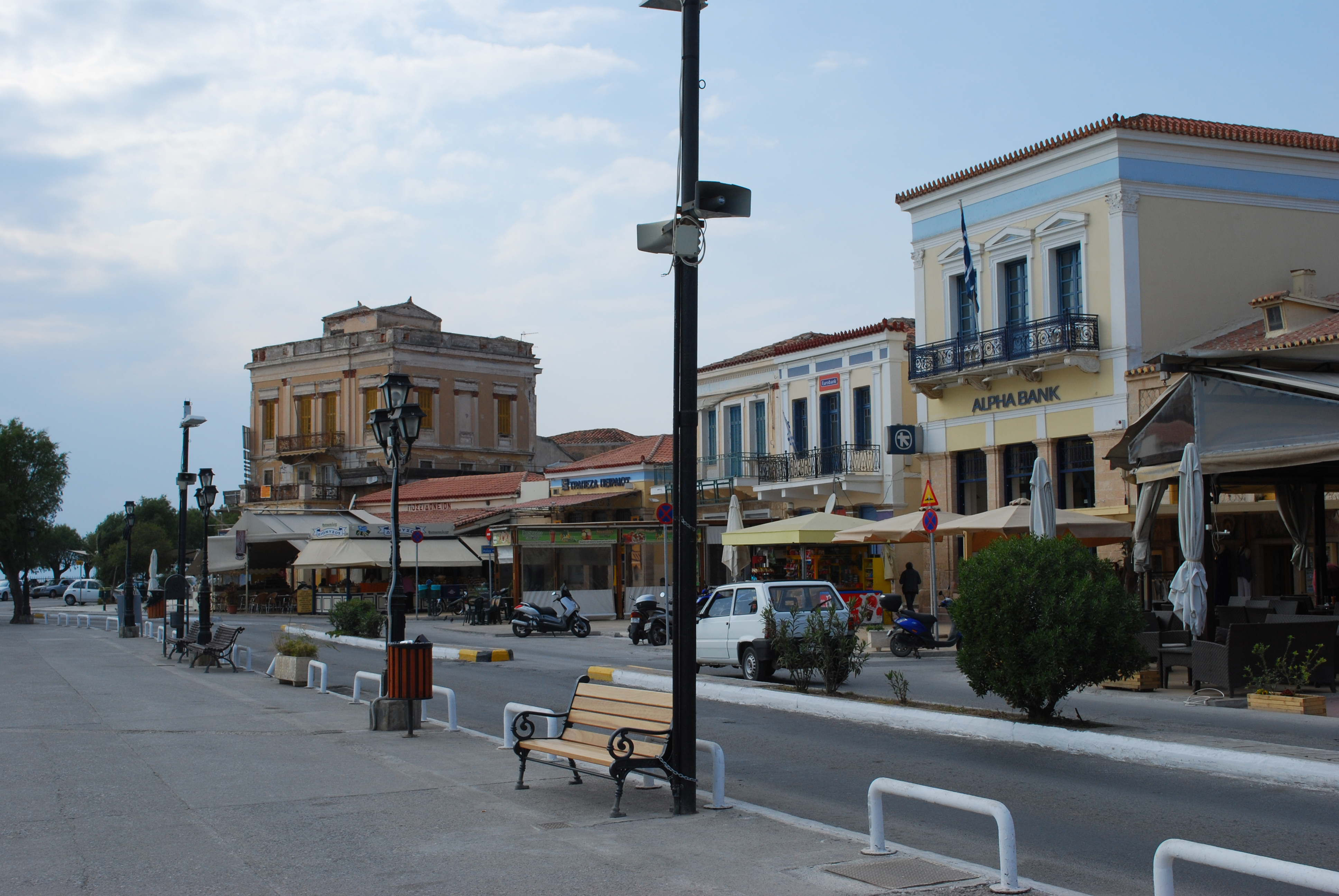
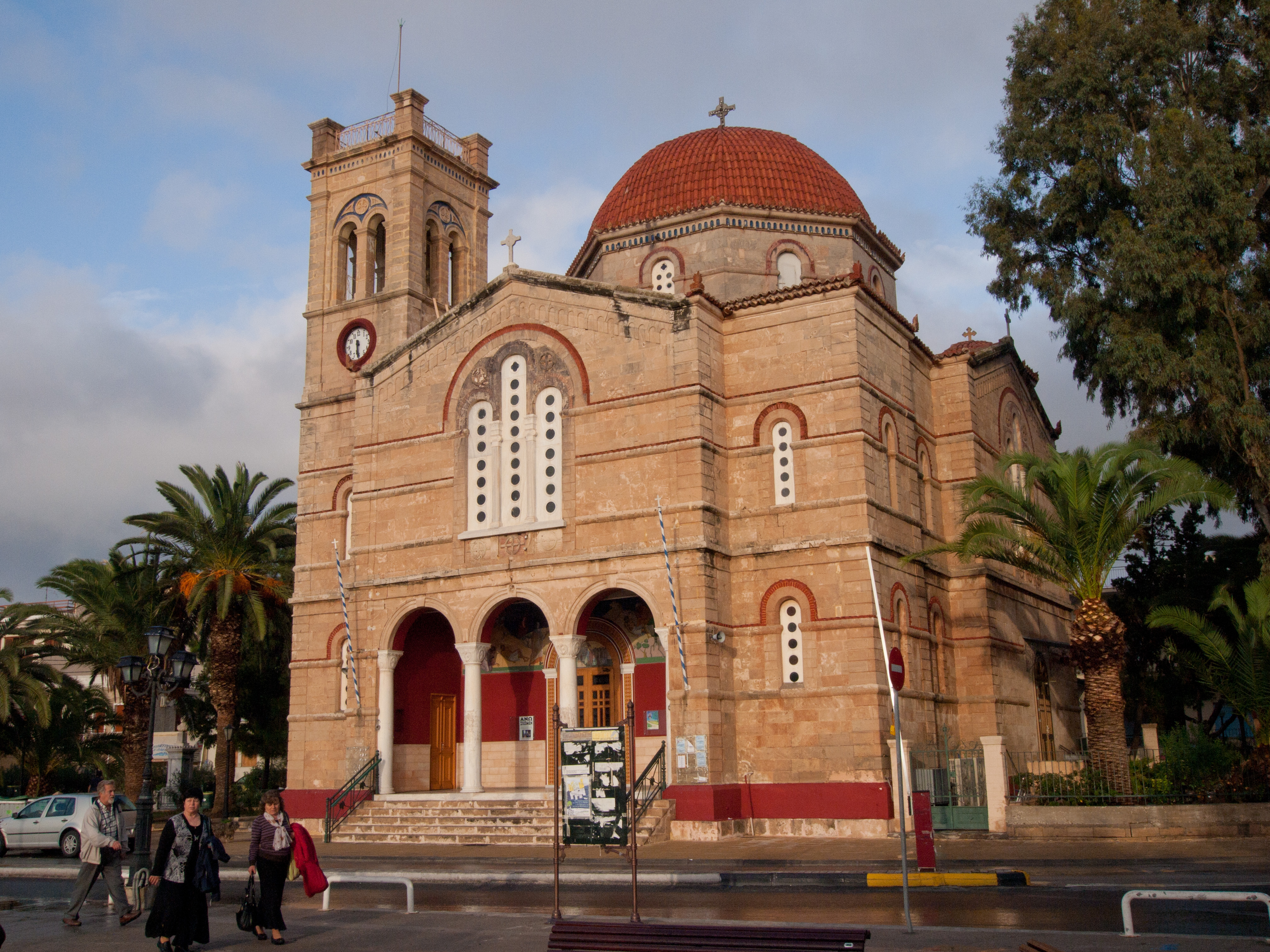
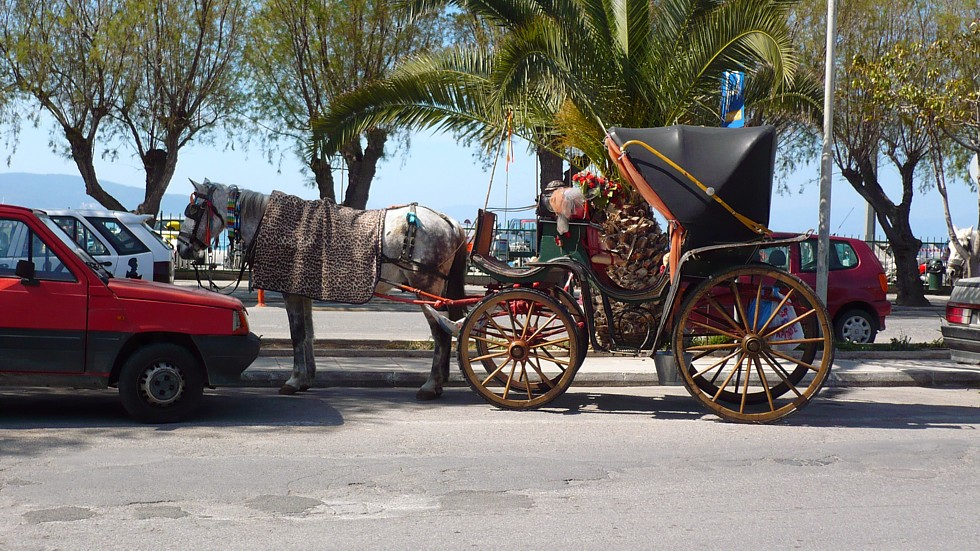